# Sternberger Heimat-Post
Die Sternberger Heimat-Post ist eine von vierzehn sudetendeutschen und fünf schlesischen Heimatzeitungen, welche ursprünglich zweimal vierteljährlich im Helmut Preußler Verlag Nürnberg erschienen, mittlerweile - wechselnd mit anderen Heimatblättern - regelmäßig als Beilage der SdZ(Sudetendeutschen Zeitung) fortgeführt wird.
Die Heimatzeitung hatte im Jahre 2012 ungefähr eintausendvierhundert Abonnenten und beschäftigt sich mit der heutigen Stadt Šternberk, ihren Bewohnern und der Vergangenheit der Region. Abonnenten sind ehemalige Einwohner von Sternberg und dem ehemaligen Kreis Sternberg im Sudetenland, Mähren, und ihre Nachfahren.
Schriftleiter der Zeitung war lange Dieter Gebauer, wohnhaft in Tannheim im Landkreis Biberach in Oberschwaben.